# Andrei Burlacu
Andrei Burlacu (n. 12 ianuarie 1997, Botoșani, România) este un fotbalist român, care joacă pe post de atacant la Reșița în Liga a II-a. Pe plan internațional, are prezențe la națională pentru România Sub-21.
Andrei Burlacu și-a început junioratul la CSȘ Botoșani, făcând parte din echipa antrenată de prof. Daniel Șchiopu.
În anul 2014 a fost cumpărat de Universitatea Craiova, făcând parte mai întâi din lotul de juniori, promovat mai apoi la echipa a doua, iar în luna decembrie 2015 a debutat în Liga I, la vârsta de 18 ani, în partida din deplasare cu CSMS Iași, în care a jucat 5 minute pe final.
În sezonul 2017–2018, Andrei Burlacu a reușit să marcheze 5 goluri, contribuind cu pase decisive la alte 4 goluri.
Sezonul 2018-2019 a început promițător, Burlacu fiind titular în primele 5 etape, dar ulterior și-a pierdut locul după transferul lui Elvir Koljić. În pauza de iarnă, s-a transferat la CSM Politehnica Iași, unde antrenor era Flavius Stoican, tatăl iubitei sale de atunci.